# La Bufa
De Cerro de la Bufa is een berg nabij de Mexicaanse stad Zacatecas.
Op de berg zijn verschillende musea, waaronder het museum van de revolutie, dat gebouwd is naar aanleiding van de inname van Zacatecas in 1914. Ook bevindt zich op La Bufa het mausoleum van illustere mannen, waar verschillende vooraanstaande Zacatecanen zijn begraven.
De berg staat centraal op het wapen van Zacatecas.